# Più in alto
Più in alto è un singolo della cantautrice italiana Annalisa Minetti, pubblicato il 18 marzo 2019.
Il brano è stato presentato in anteprima su Rai 1 durante la finale della seconda edizione di Ora o mai più del 2 marzo 2019, ed è stato scritto da Roberta Carrese per il testo, mentre gli autori della musica sono la stessa Roberta Carrese con Massimo Saccutelli e Stefano Tedeschi. Il brano, inoltre, viene inserito nella compilation del programma intitolata Ora o mai più - 2019.
Il 13 giugno 2019 viene pubblicato il video musicale per la regia di Jacopo Marchini.

## Tracce
1. Più in alto – 3:18 (testo: Roberta Carrese – musica: Roberta Carrese, Massimo Saccutelli, Stefano Tedeschi)